# Dámaso Alonso
Dámaso Alonso y Fernández de las Redondas  (Madrid, 22 de octubre de 1898-Madrid 25 de enero de 1990) fue un escritor y filólogo español, director de la Real Academia Española, la Revista de Filología Española y miembro de la Real Academia de la Historia. Premio Nacional de Poesía de España en 1927 y Premio Miguel de Cervantes en 1978.

## Biografía
Dámaso Alonso nació en Madrid, en una familia gallega con raíces en Ribadeo por la parte paterna (Dámaso Alonso y Alonso), y en Los Oscos por la materna (Petra Fernández de las Redondas Díaz, natural y vecina de Madrid). Vivió en su primera infancia en La Felguera (Asturias), donde su padre, ingeniero de minas, ejercía su profesión; pero este falleció de tuberculosis cuando el futuro crítico y poeta contaba dos años. Estudió bachillerato en Madrid, seis años con los jesuitas de Chamartín y luego en la Universidad de los agustinos de El Escorial (1917-1918), cuya revista Nueva Etapa dirigía, pasando sus vacaciones estivales en Ribadeo con frecuentes visitas a Los Oscos.
Bien dotado para las matemáticas, que estudió con Ramón Menéndez Pidal, su familia abrigaba la esperanza de que se titulara como ingeniero de caminos; pero el futuro poeta ya mostraba una afición por la literatura que coincidió con la amistad que empezó a tener al veranear en 1917 entre los pinares de las Navas del Marqués. Se trataba de Vicente Aleixandre, a quien descubrió la poesía de Rubén Darío, de cuya afición pasaron después a la de Juan Ramón Jiménez, cuya poesía pura influyó en los primeros libros poéticos de Alonso. Pero como enfermó gravemente de la vista, decidió como lo mejor para la misma licenciarse en Derecho, carrera que sin embargo aborrecía (se hacía leer el temario en voz alta por su madre y así lo memorizaba) y como alumno oficial en Filosofía y Letras, por la Universidad Central de Madrid, donde se doctora en 1928 con un estudio sobre la evolución de la sintaxis de Luis de Góngora.
Se formó en el Centro de Estudios Históricos dirigido por Ramón Menéndez Pidal (algo que rechazaba Federico García Lorca, quien le aconsejaba que se dedicara solo a la poesía) y tomó parte activa en las actividades de la Residencia de Estudiantes dirigida por el institucionista Alberto Jiménez Fraud. Allí conectó con los que serían sus compañeros de generación Federico García Lorca, Luis Buñuel, Pepín Bello, Salvador Dalí, Rafael Alberti, Luis Cernuda y Manuel Altolaguirre. Pero en la Universidad le marcaron las clases de Andrés Ovejero y Américo Castro, quien lo inició en el estudio de la historia de la lengua y le consiguió el puesto de lector en la Universidad de Berlín (1921-1923), durante la terrible época de la inflación, en la que cobraba un raquítico sueldo mensual de mil millones de marcos. De allí pasó como profesor de español a la Universidad de Cambridge, en dos periodos: 1924-1926, a cuyo término publicó su traducción de Retrato del artista adolescente de James Joyce, con el que se carteó, y de 1928 a 1929. 
En ese último año, después de asistir al acto fundacional de la generación del 27 en el Ateneo de Sevilla en reivindicación de Góngora, se casó con la filóloga y escritora Eulalia Galvarriato y marcharon como profesores a Estados Unidos, donde vivieron el verano en San Francisco, en la Universidad de Stanford, y el invierno en Nueva York, en el Hunter College de la Universidad de Columbia donde también se albergaba Federico García Lorca; allí vivieron el crack del 29 y el comienzo de la Gran depresión; además dio varias conferencias.
Literariamente, él mismo se consideraba miembro de la generación del 27 solamente como crítico, y como poeta dentro de la primera generación poética de posguerra. Colaboró en la Revista de Occidente y en Los Cuatro Vientos, y reivindicó la segunda etapa, la culterana, de la poesía de Luis de Góngora elaborando para explicarla una gran teoría de la expresión poética dentro de lo generalmente denominado Estilística, su contribución más notable a la historia de la Filología. 
Hizo una edición crítica de las Soledades (1927) de este poeta, acompañada de una paráfrasis explicativa del mismo. Más tarde publicaría otras ediciones y estudios sobre este autor, tan minuciosos como era normal en la escuela filológica de Ramón Menéndez Pidal, en lo que fue ayudado por su esposa, que también colaboró en sus estudios sobre la poesía de San Juan de la Cruz.
En 1931 vuelve a Inglaterra, esta vez a la Universidad de Oxford, donde permaneció dos cursos. En 1932 escribe su ensayo El crepúsculo de Erasmo y en 1933 obtuvo en una oposición presidida por Miguel de Unamuno la cátedra de Lengua y Literatura Españolas en la Universidad de Valencia, aunque pasó con su mujer el año de 1934 en la Universidad de Barcelona.
Divulga en los cursos de verano de la Universidad Internacional de Verano de Santander la lingüística de Ferdinand de Saussure y del Círculo de Praga. Por entonces edita la poesía lírica de Gil Vicente y en 1935 publica la primera edición de Poesía española, un conjunto de trabajos donde analizaba en profundidad la estilística de los clásicos españoles; su prestigio ya es tal que es nombrado miembro correspondiente de la Hispanic Society, y el curso de 1935 a 1936 lo pasó en la Universidad de Leipzig trabajando con el filólogo suizo Walther von Wartburg para ampliar sus conocimientos de Filología románica, pues pretendía asumir la cátedra que había dejado en la Universidad Central Ramón Menéndez Pidal.
Con Ortega y Gasset y otros intelectuales, estuvo refugiado durante las primeras semanas de la guerra civil en la Residencia de Estudiantes, por miedo a represalias, pues sus cuñados eran unos conocidos simpatizantes del bando sublevado. El resto de la guerra lo pasó en Valencia, donde colaboró en la revista Hora de España; en 1937 publicó La injusticia social en la literatura española y en 1939 su edición de la comedia Don Duardos de Gil Vicente y Tres poetas en desamparo.
Al término de la guerra civil española, en Murcia buscó la protección de su antiguo compañero de la Universidad Ernesto Giménez Caballero y consiguió superar la depuración sin ser sancionado, obteniendo en 1941 la cátedra de Filología Románica de Menéndez Pidal (jubilado ya con 70 años) en la Universidad de Madrid; en esta última formó, entre otros importantes discípulos, a Fernando Lázaro Carreter y a Bartolomé Llorens. También fue profesor visitante en varias importantes universidades norteamericanas. En 1942 obtiene el Premio Fastenrath de la Real Academia de la Lengua por una investigación en colaboración con su mujer Eulalia Galvarriato sobre San Juan de la Cruz. Entre otras obras, en 1944 publica también poesía: Oscura noticia e Hijos de la ira, libro este que, según expresó:
Escribí lleno de asco ante la estéril injusticia del mundo y la total desilusión de ser hombre.
Por lo cual se considera dentro de lo que él mismo definió como Poesía desarraigada de la Posguerra, una consecuencia existencial de las terribles guerras europeas que obligaron a muchos entonces a replantearse si era cierta la presunta benignidad de la naturaleza humana. En ese mismo año su amigo Vicente Aleixandre imprime su Sombra del paraíso, que obedece a la misma inspiración. Poco después, a instancia de su amigo José Antonio Muñoz Rojas, lee al poeta jesuita inglés Gerard Manley Hopkins, que influye algunos de los poemas añadidos en la segunda edición, de 1946.
En 1945 es elegido miembro de número de la Hispanic Society, en 1948 de la Real Academia Española y en 1959 de la Real Academia de la Historia. Viaja a Estados Unidos de nuevo en 1951 y 1954; en este país dio cursos como profesor invitado en las universidades de Yale, New Haven, Johns Hopkins y Harvard; en 1954 descansó durante un mes en México. Se jubila en 1968, año en que le eligen director de la Real Academia de la Lengua, sucediendo a Menéndez Pidal, pero renuncia a este cargo en 1982. Fue nombrado miembro honorario de la Academia Mexicana de la Lengua el 29 de junio de 1973. También recibió el Premio Cervantes en 1978.

«Tenemos que trabajar todos por la unidad básica de nuestra lengua en el mundo. 
Tenemos que trabajar por la lengua. No movidos por un sentimiento nacionalista. Es un sentimiento de hermandad de veinte países. Nada de nacionalismos aisladores. 
Trabajaremos por nuestra lengua con un sentimiento de veneración y respeto como el que suele existir alrededor de un niño al que le espera un gran destino. El destino de nuestra lengua es el de ser vínculo de hermandad, de paz y de cultura entre los cientos y cientos de millones de seres que, en proporción siempre creciente, la han de hablar en el siglo XXI y en los siglos y siglos de un larguísimo porvenir».

Su salud se deterioró rápidamente y en sus dos últimos años perdió el habla. Falleció de un infarto en enero de 1990 en su casa de Madrid. En su funeral, su esposa recitó dos versos de Hijos de la ira:
Virgen María, Madre, /
dormir quiero en tus brazos hasta que en Dios despierte.

## Dámaso Alonso, poeta
La trascendencia de Dámaso Alonso, dentro de la cultura española, supera con facilidad los límites establecidos tradicionalmente en torno a la figura de un poeta, de un creador, ya que en el autor madrileño confluyen cualidades creativas, estéticas y existenciales de su obra poética, la dimensión de su obra filológica, crítica y estilística junto a una militancia constante, de medidas universales en defensa de nuestra lengua común. Con todo, no es posible enjuiciar la labor del escritor sin hacer una reflexión de su obra de estudioso.
No solo por Hijos de la ira hay que considerar al escritor un poeta extraordinario. A pesar de ser llamado por Rafael Ferreres un poeta a rachas, destaca de su obra una permanente constancia. La poesía de Alonso se ha estado elaborando durante casi setenta años si tenemos en cuenta que su primera obra Poemas puros, poemillas de ciudad comenzó a escribirse en 1918 y que su última obra publicada, Dudas y amor sobre el Ser Supremo, aparece a finales de 1985.
Se clasifica como poesía pura de inspiración juanramoniana a su libro Poemas puros, poemillas  de la ciudad (1924). A partir de 1939, el gran aldabonazo de la Guerra Civil y de la no menos desesperada posguerra le conmueven profundamente y publica Oscura noticia, el título de la cual procede de San Juan de la Cruz -«La noticia que te infunde Dios, es oscura»- y su obra más importante, Hijos de la ira (1944; segunda edición corregida y aumentada en 1946) donde, inspirándose en el procedimiento estilístico del paralelismo progresivo presente en la poesía bíblica de los salmos penitenciales y en la filosofía existencialista de posguerra, expresa una visión desgarrada y sombría de la condición humana, utilizando largos versículos y un lenguaje violento que da cabida al léxico vulgar y malsonante. Acusa, maldice y protesta el grotesco espectáculo del mundo, inmerso entonces en una terrible guerra global.

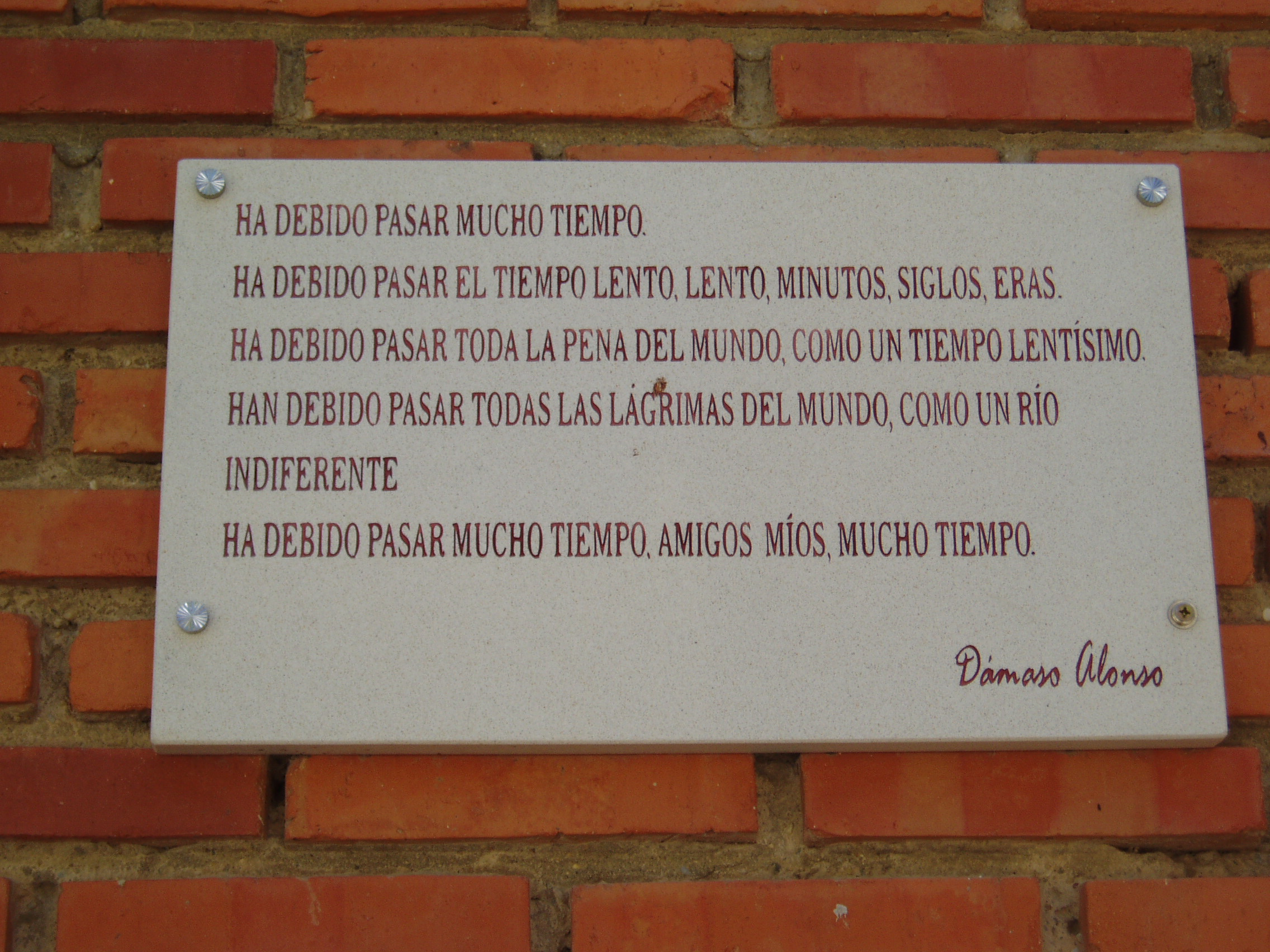
Placa con versos de Dámaso Alonso en Loja (provincia de Granada)

Siguieron a esta obra señera, que inaugura e inspira la llamada Poesía desarraigada (junto a Sombra del paraíso de su amigo Vicente Aleixandre), Hombre y Dios (1955), un lírico libro de poesía desarraigada de muy personal religiosidad. Se deja notar una impronta existencialista y es visible la influencia de James Joyce, cuya novela Retrato del artista adolescente había traducido Alonso bajo el anagramático seudónimo de «Alfonso Donado» en 1926. En esta temática religiosa su última incursión es Duda y amor sobre el Ser Supremo (1985).

## Su labor como filólogo y editor
A esta etapa corresponde también su importante labor filológica, fundamentalmente dentro del campo de la estilística, representada por los siguientes estudios: La poesía de San Juan de la Cruz (1942), Poesía española: Ensayo de métodos y límites estilísticos (1950) y Estudios y ensayos gongorinos (1955). Sus obras completas han sido editadas en diez tomos por la Editorial Gredos.
En 1957 publicó Notas gallego-asturianas de los tres Oscos, un estudio lingüístico sobre el gallego asturiano hablado en la comarca nativa de su madre. En 1969 volvió sobre el tema de la fala de los Oscos en Narraciones orales gallego-asturianas (San Martín de Oscos): I. Recuerdos de niñez y mocedad, publicadas en Cuadernos de Estudios Gallegos, a las que siguió una segunda parte en 1977, Narraciones orales en el gallego-asturiano de los Oscos. Relatos, fórmulas curativas y ensalmos de Carmen de Freixe (San Martín de Oscos), trabajo incluido en el volumen homenaje dedicado por la Universidad de Oviedo  a su discípulo Emilio Alarcos Llorach.
Fundó la colección Biblioteca Románica Hispánica dentro de la Editorial Gredos y fue director de la Revista de Filología Española. Como director de la Real Academia Española, procuró unir en un trabajo común a las restantes academias americanas de la lengua, a fin de evitar o retrasar la temida fragmentación lingüística del idioma. Esta postura será retomada posteriormente con la visión panhispánica de las academias, que es la postura actual. Su amplísima biblioteca especializada fue donada a su muerte a la Real Academia Española (RAE).

## Obras
- Obras completas. Ed. de Valentín García Yebra. Madrid: Editorial Gredos, 1972-1993, 10 vols.
  - I. Estudios lingüísticos peninsulares.
  - II-IV. Estudios y ensayos sobre literatura.
  - V-VII. Góngora y el gongorismo.
  - VIII. Comentarios de textos.
  - IX. Poesía española y otros estudios.
  - X. Verso y prosa literaria.

### Poesía y prosa literaria
- Poemas puros. Poemillas de la ciudad, M., Galatea, 1921.
- El viento y el verso, M., Sí. Boletín Bello Español del Andaluz Universal, 1925.
- "Tormenta", en Litoral, 1927
- Hijos de la ira. Diario íntimo, M., Revista de Occidente, 1944 (2.ª edic. ampliada, Buenos Aires, Espasa-Calpe, 1946).
- Oscura noticia, M., Col. Adonais, 1944.
- Hombre y Dios, Málaga, El Arroyo de los Ángeles, 1955.
- Tres sonetos sobre la lengua castellana, M., Gredos, 1958.
- Poesías ocasionales, 1958.
- Poemas escogidos, M., Gredos, 1969 (Contiene poemas no recogidos en libro).
- Antología poética. Esplugas de Llobregat: Plaza & Janés, 1980.
- Gozos de la vista. Poemas puros. Poemillas de la ciudad. Otros poemas, M., Espasa-Calpe, 1981.
- Voz del árbol, 1982.
- Antología de nuestro monstruoso mundo. Duda y amor sobre el Ser Supremo, M., Cátedra, 1985.
- Aquel día en Jerusalén: auto de la Pasión, para emisión radiofónica: (en un prólogo y tres cuadros). Madrid: Cóndor, 1986.
- Antología poética. Madrid: Alianza Editorial, 1989.
- Álbum. Versos de juventud, B., Tusquets, 1993 (Edición de Alejandro Duque Amusco y María-Jesús Velo. Con Vicente Aleixandre y otros).
- Verso y prosa literaria, Madrid, Gredos, 1993 (Obras completas, volumen X).
- Antología personal. Madrid: Visor Libros, 2001.
- A un río le llamaban Dámaso: antología poética. Madrid: Vitruvio, 2002.

### Filología y crítica literaria
- Edición crítica de Luis de Góngora Soledades, (1927).
- Evolución de la sintaxis de Góngora, 1928. Tesis doctoral.
- Aquella arpa de Bécquer, 1935.
- La lengua poética de Góngora, 1935
- La poesía dramática en el Don Duardos de Gil Vicente, 1939.
- Ed. de Gil Vicente, Poesías, 1940
- La poesía de san Juan de la Cruz: desde esta ladera, 1942.
- Ed. de Gil Vicente, Tragicomedia de don Duardos, 1942.
- Ensayos sobre poesía española, 1944.
- Poesía y novela en España: conferencias, 1949.
- Un aspecto del Petrarquismo: la correlación poética, 1950.
- Poesía española: ensayo de métodos y límites estilísticos: Garcilaso, Fray Luis de León, San Juan de la Cruz, Góngora, Lope de Vega, Quevedo, 1950; 2.ª ed. 1952.
- Con Carlos Bousoño, Seis calas en la expresión literaria española: prosa, poesía, teatro, 1951.
- Poetas españoles contemporáneos, 1952.
- Discurso en la solemne apertura de curso académico 1955-1956: vida y poesía en Fray Luis de León, 1955.
- Estudios y ensayos gongorinos, 1955.
- Antología: crítica, 1956.
- Antología de la poesía española; lírica de tipo tradicional, 1956.
- En la Andalucía de la E: Dialectología pintoresca, 1956.
- Menéndez Pelayo, crítico literario: las palinodias de don Marcelino, 1956.
- De los siglos oscuros al de Oro: notas y artículos a través de 700 años de letras españolas, 1958.
- Dos españoles del Siglo de Oro. Un poeta madrileñista, latinista y francesista en la mitad del siglo XVI. El Fabio de la "Epístola moral": su cara y cruz en Méjico y en España, 1959.
- Góngora y el Polifemo (ensayo sobre el Polifemo y Galatea) de Góngora, 1960.
- El libro italiano, 1961.
- Primavera temprana de la literatura europea: lírica, épica, novela, 1961.
- Del siglo de Oro a este siglo de siglas: notas y artículos a través de 350 años de letras, españolas, 1962.
- Cuatro poetas españoles: Garcilaso, Góngora, Maragall, Antonio Machado, 1962.
- Con Eulalia Galvarriato, Para la biografía de Góngora: documentos desconocidos, 1962.
- Con Luis Rosales y Eulalia Galvarriato, Primavera y flor de la literatura hispánica, 1967.
- Menéndez Pidal y la cultura española, 1969.
- La novela cervantina, 1969.
- Cancionero y romancero español, 1969.
- Narraciones orales gallego-asturianas. San Martín de Oscos I: Recuerdos de niñez y mocedad, 1969.
- En torno a Lope: Marino, Cervantes, Benavente, Góngora, Los Cardenios, 1972.
- Tradición folklórica y creación artística en El Lazarillo de Tormes, 1972.
- Narraciones orales en gallego-asturiano de los Oscos. Relatos fórmulas curativas y ensalmos de Carmen de Freixe. San Martín de Oscos, 1977.
- La Epístola moral a Fabio de Andrés Fernández de Andrada. Edición y estudio. Madrid: Gredos, 1978.
- Reflexiones sobre mi poesía, 1984.
- Vida de Don Francisco de Medrano, 1984.

### Traducciones
- Con el pseud. de Alfonso Donado, James Joyce, Retrato del artista adolescente, 1926.[10]
- Poemas de Gerard Manley Hopkins, 1948.
- Poemas de T. S. Eliot, 1948.

## Música y grabaciones sonoras
- Archivo de la palabra. N.º 6. Madrid: Servicio de Publicaciones del Ministerio de Educación y Ciencia, 1981.
- Cancionero de la Pasión de Nuestro Señor. Alonso, D. y Galvarriato, E. (ed. lit.). Madrid: PAX, 1991.
- Cancionero de Navidad. Alonso, D. y Galvarriato, E. (ed. lit.). Madrid: PAX, 1991.
- JULIÀ, Bernat. Ocho canciones poéticas: para voz y piano [Partitura]. Madrid: Real Musical, 1996.
- Los poetas cantan a la Virgen. Alonso, D. y Galvarriato, E. (ed. lit.). Madrid: PAX, 1991.
- Poesía eucarística. Alonso, D. y Galvarriato, E. (ed. lit.). Madrid: PAX, 1991.
- Presencia de Dionisio Ridruejo: 2.º aniversario de su muerte: actos culturales en la Biblioteca Nacional, 22 de junio de 1977.

## Traducciones de la obra de Dámaso Alonso
- Essays zur spanischen Literatur. München: Max Hueber, 1974
- Figli dell'ira [Hijos de la ira]. Chiarini, G. (dir.). Firenze: Vallechi, 1967
- GÓNGORA, L. Samoty s [Soledades]. Alonso, D. (ed. lit.). Praha: Odeon, 1970
- Hijos de la ira = Children of wrath. Rivers, E. L. Baltimore: The Johns Hopkins Press, 1970
- Pluralità e correlazione di poesia.Rostaing, M. y Minervini, V. Bari: Adriatica, 1971
- Poezie spaniola: incercare de metode si limite stililstice Garcilaso, Fray Luis de León San Juan de la Cruz, Góngora, Lope de Vega, Quevedo [Poesía española]. Marculescu, S. Bucaresti: Univers, 1977
- Söhne des Zorns: gedichte [Hijos de la ira]. Berlin: Suhrkamp, 1950
- Spanische Dichtung: Versuch über Methoden und Grenzen der Stilistik. Eich, C. y Reiss, I. (ed. lit.). Bern: Francke Verlag, 1962
- Uomo e Dio [Hombre y Dios]. Macri, O. (ed. lit.). Milano: Vanni Scheiwiller, 1962

## Distinciones
- Gran Cruz de la Orden Civil de Alfonso X el Sabio (1977)[11]
- 1981.- Doctor honoris causa (Universidad de Oviedo)
- 1974.- Doctor honoris causa (Universidad de Lisboa)
- 1969.- Premio de Ensayo (España)
- 1962.- Doctor honoris causa (Universidad de Oxford)
- 1961.- Doctor honoris causa (Universidad de Roma)
- 1957.- Doctor honoris causa (Universidad de Friburgo)
- 1950.- Doctor honoris causa (Universidad de Burdeos)
- 1950.- Doctor honoris causa (Universidad de Hamburgo)
- 1948.- Doctor honoris causa (Universidad de Perú)
- 1943.- Premio Fastenrath (España)
- 1927.- Premio Nacional de Literatura (España)

Además, Dámaso Alonso da nombre a un colegio, biblioteca e instituto de Madrid y un instituto en Puertollano. Numerosas calles llevan su nombre, situadas en La Felguera, Castropol, Alcalá de Henares, Madrid, San Sebastián de los Reyes, Rivas-Vaciamadrid, Colmenar Viejo, Villalbilla, Mérida, Almería, Vitoria, Villena, Telde, San Agustín del Guadalix, Tarancón, Málaga y Ponferrada. 
| Predecesor: Alejo Carpentier                 | Premio Miguel de Cervantes 1978                           | Sucesor: «ex aequo» Jorge Luis Borges y Gerardo Diego |
| Predecesor: Miguel Asín Palacios             | Académico de la Real Academia Española Sillón d 1948-1990 | Sucesor: Francisco Rodríguez Adrados                  |
| Predecesor: Ramón Menéndez Pidal             | Director de la Real Academia Española 1968-1982           | Sucesor: Pedro Laín Entralgo                          |
| Predecesor: Jacobo Fitz-James Stuart y Falcó | Real Academia de la Historia. Medalla 1 1959-1990         | Sucesor: Felipe Ruiz Martín                           |